# Aschgraue Erdeule
Die Aschgraue Erdeule (Agrotis cinerea), auch Trockenrasen-Erdeule, Aschgraue Ampfereule oder Aschgraue Graswurzeleule genannt, ist ein Schmetterling (Nachtfalter) aus der Familie der Eulenfalter (Noctuidae).

## Merkmale

### Falter
Die Flügelspannweite der Falter beträgt 33 bis 40 Millimeter. Die Färbung der Vorderflügel variiert in verschiedenen Grauntönen, von hellgrau über braungrau bis zu schwarzgrau. Weibliche Falter sind in der Regel dunkler gefärbt. Die Nierenmakel sind bräunlich getönt und undeutlich begrenzt, Ring- und Zapfenmakel fehlen. Quer- und Wellenlinien sind meist deutlich dunkel gezeichnet. Häufig ist noch ein Mittelschatten vorhanden. Die Hinterflügel haben eine weißgraue bis graubraune Farbe. Charakteristisch sind die stark gezähnten Fühler der männlichen Falter.

### Ei, Raupe, Puppe
Das gelblichweiße Ei hat eine undeutlich gerippte Oberfläche. Erwachsene Raupen sind meist erdgrau und damit ihrer Umgebung farblich gut angepasst. Sie haben am Rücken und an den Seiten einige undeutliche, dunkle Linien und Streifen. Schwarze Punktwarzen heben sich intensiver ab. Die rotbraune Puppe ist durch einen kammartigen Kremaster mit zwei kurzen Dornen charakterisiert.

### Ähnliche Arten
Einige ebenfalls mit einer grauen Grundfarbe ausgestatteten Arten, beispielsweise Agrotis simplonia, Euxoa birivia, Rhyacia helvetina, die Hellgraue Erdeule (Agrotis decora), die Bergwiesen-Bodeneule (Epipsilia grisescens) und die Aschgraue Bodeneule (Xestia ashworthii ssp. candelarum) ähneln der Aschgrauen Erdeule. Unterscheidungsmerkmale zu cinerea sind deren frühe Flugzeit, die stark gezähnten Fühler der Männchen sowie die meist dunkler gefärbten Weibchen.

## Geographische Verbreitung und Lebensraum
Die Art kommt von Marokko durch nahezu ganz Europa bis zum Ural vor. Außerdem ist sie im nördlichen Teil Kleinasiens, des Kaukasus und der Kaspischen Senke anzutreffen. In den Alpen steigt sie bis auf etwa 2000 Meter Höhe. Bevorzugter Lebensraum sind felsige Hänge, steinige Magerrasenflächen sowie vegetationsarme Geröllhalden.

## Lebensweise
Die tag- und nachtaktiven Falter fliegen von Ende April bis Ende Juni und besuchen künstliche Lichtquellen, Köder sowie Blüten, wie beispielsweise diejenigen der Berberitze (Berberis vulgaris). Im Herbst ernähren sich die Raupen hauptsächlich von den Wurzeln und unteren Blättern verschiedener krautartiger Pflanzen und Gräser. Dazu gehören Vogelmiere (Stellaria media), Luzerne (Medicago sativa) sowie Ampfer- (Rumex) und Löwenzahnarten (Taraxacum). Sie überwintern erwachsen und verpuppen sich überwiegend im April des folgenden Jahres in einer Erdhöhle unter Steinen.

## Gefährdung
In Deutschland kommt die Aschgraue Erdeule regional in sehr unterschiedlicher Anzahl vor, wurde aber selbst auf den Inseln Usedom und Hiddensee nachgewiesen. Auf der Roten Liste gefährdeter Arten wird sie in Kategorie 3 (gefährdet) geführt.